# 西梅翁·德尼·泊松
西梅翁·德尼·松男爵（法語：Siméon Denis Poisson，發音：[simeɔ̃ dəni pwasɔ̃]；1781年6月21日—1840年4月25日），法国数学家、几何学家和物理学家。

## 生平
1798年，他以当年第一名成绩进入巴黎综合理工学院，并立刻受到教授们的注意，他们让他自由按自己爱好进行学习。在1800年，不到入学两年，他已经发表了两本备忘录，一本关于艾蒂安·貝祖的消去法，另外一个关于有限差分方程的积分的个数。后一本备忘录由西尔韦斯特·弗朗索瓦·拉克鲁瓦和阿德里安-马里·勒让德检验，他们推荐将它发表于《陌生学者集》（Recueil des savants étrangers），对于18岁的青年来讲这是无上的荣誉。这次成功立刻给了泊松进入科学圈子的机会。他在理工学院上过拉格朗日函数理论的课，拉格朗日很早认识到他的才华，并与他成为朋友；泊松追随了拉普拉斯的足迹，后者将他几乎当作儿子看待。终其职业生涯，也即直至他于巴黎郊外的索镇去世，他几乎一直在写作和发表他的数量巨大的著作，并承担了他后来所担任的各种教职。
在理工学院完成他的学业之后，他立刻被聘为複讲员，他其实还在学生时代就业余担任过；因为他的同学们经常在困难的课程之后到他房间求助于他，要求他重复并解释该堂课。他在1802年成为代课教授（professeur suppléant），并于1806年成为正教授，接替傅立叶，因为拿破仑把后者送去格勒诺布尔。1808年，他成为子午线局的天文学家；当1809年，科学教员团体建立时，他被聘为理论力学教授。他于1812年成为学院的会员，于1815年成为圣西尔军事专科学校的检查员，于1816年离开理工学院的检查员职位，于1820年成为大学的顾问，并于1827年继拉普拉斯之后成为子午线局的几何学家。
1817年，他娶了南茜·德巴迪。他父亲因为早年经历而痛恨贵族，以第一共和国的教条来培养他。在大革命时期，帝国时期和复辟时期，泊松对政治毫无兴趣，专心于数学。他于1821年被授予男爵荣誉；但是他从未拿出证书或者使用头衔。1830年七月革命威胁到他损失所有的荣誉；路易-菲利普政府的这个不光彩的事情被弗朗索瓦·阿拉戈有技巧的避免了，他在泊松正在被内阁密谋取消头衔的时候，邀请泊松到皇宫赴宴，在那里被公民国王公开欢迎，并“记住”了他。此后，当然剥夺他的荣誉不可能再发生，七年后，他被称为法国贵族院议员（Pair de France），不是因为政治原因，而是作为法国科学界的代表。
和当时许多科学家一样，他是一个无神论者。
作为数学教师，泊松不是一般的成功，就如他早年成功担任理工学院的複讲员时所预示的那样。作为科学工作者，他的成就罕有匹敌。在众多的教职工作之余，他挤出时间发表了300余篇作品，有些是完整的论述，很多是处理纯数学、应用数学、数学物理、和理论力学的最艰深的问题的备忘录。有句通常歸於他名下的話：「人生只有两样美好的事情：發現数学和教數學。」（La vie n'est bonne qu'à deux choses: découvrir les mathématiques et enseigner les mathématiques.）

## 重要成就

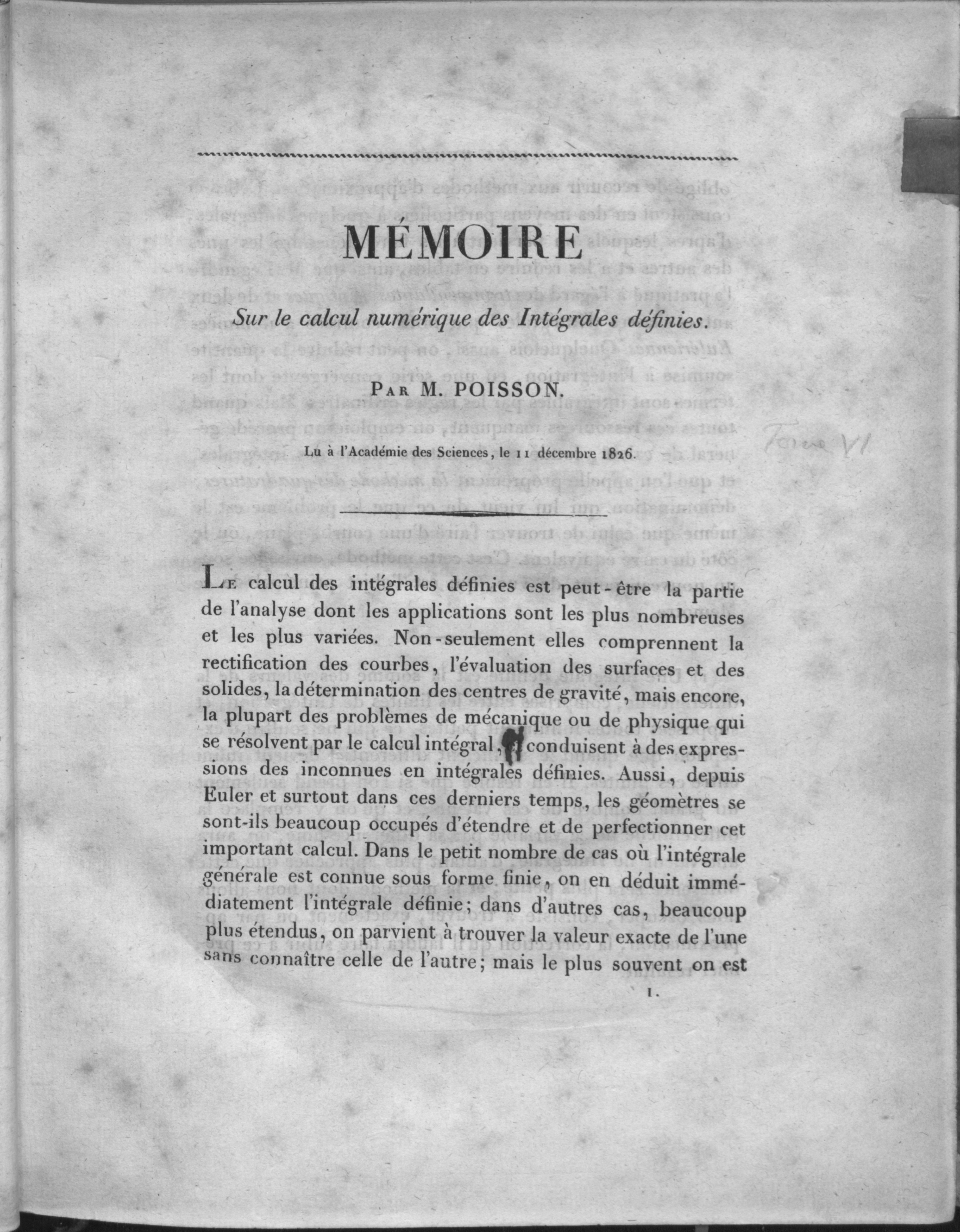
Mémoire sur le calcul numerique des integrales définies, 1826

泊松給自己出的著作列表，放在Arago撰寫的傳記之後，而這裡沒辦法給出詳細的分析，因此只簡單地提及最重要的部分。泊松在數學所有方面皆有涉略，但是他最重要的貢獻:將數學應用到物理學主題的部分。而其中最有創新意義，最有永久影響，是他關於電磁理論的草稿，其實質創建了數學物理一個新分支。

### 數學物理
下一個（可能有些觀點認為是第一個）最重要的是天體力學的備忘錄，其中他證明自己是拉普拉斯的當之無愧的繼任。這些備忘錄中最重要的是《關於行星平均運動的久期不均等》（Sur les inégalités séculaires des moyens mouvements des planètes）、《關於力學問題中任意常數的變化》（Sur la variation des constantes arbitraires dans les questions de mécanique），都發表於理工學院期刊（1809年）；《關於月球的天平動》（Sur la libration de la lune），發表於《時間的知識》（Connaiss. des temps, 1821年），等等；以及《關於地球圍繞其重心的運動》（Sur la mouvement de la terre autour de son centre de gravité），發表於《科學院備忘錄》（Mém. d. l'acad., 1827年），等等。在這些備忘錄中的第一本，泊松討論了行星軌道的穩定性的著名問題，在第一階近似在擾動力作用下的情況已經被拉普拉斯解決。泊松表明可以擴展到二階近似，從而作出了行星理論的重要進步。該備忘錄是引人注目的，它還刺激了拉格朗日，使得他在一段不活躍時期之後，在他晚年寫出了他的備忘錄中最重要的之一，題為《關於行星因素變化的理論，特別是它們軌道主軸的變化》（Sur la théorie des variations des éléments des planètes, et en particulier des variations des grands axes de leurs orbites）。他對泊松的備忘錄如此重視，以至於他親手抄了一份，在死後被發現在他的論文堆中。泊松作出了引力理論的重要貢獻。
他著名的對勢的拉普拉斯的偏微分方程的二階修正：
{\displaystyle \nabla ^{2}\phi =-4\pi \rho \;}
今天以他命名為泊松方程或者叫位勢論方程，最初發表於Bulletin de in société philomatique (1813年)。如果給定點的函數ρ = 0，我們得到了拉普拉斯方程：
{\displaystyle \nabla ^{2}\phi =0\;}
1812年，泊松發現拉普拉斯方程只在固體之外是正確的。可變密度的質量的情況的嚴格證明由高斯於1839年第一次給出。兩個方程在向量代數中都有對應。從給定其梯度的散度ρ(x, y, z) 得到的標量場導出三維空間的泊松方程：
{\displaystyle \nabla ^{2}\phi =\rho (x,y,z)\;}
例如，對於曲面電勢Ψ的泊松方程，顯示對於電荷密度ρe在特定點的依賴性：
{\displaystyle \nabla ^{2}\Psi ={\partial ^{2}\Psi  \over \partial x^{2}}+{\partial ^{2}\Psi  \over \partial y^{2}}+{\partial ^{2}\Psi  \over \partial z^{2}}=-{\rho _{e} \over \varepsilon \varepsilon _{0}}\;}
流體中的電荷分佈是未知的，我們必須使用泊松-波爾茲曼方程：
{\displaystyle \nabla ^{2}\Psi ={n_{0}e \over \varepsilon \varepsilon _{0}}\left(e^{e\Psi (x,y,z)/k_{B}T}-e^{-e\Psi (x,y,z)/k_{B}T}\right),\;}
它在多數情形下無法求得解析解，但是對於特殊情況可以。在極坐標下，泊松－波爾茲曼方程為：
{\displaystyle {1 \over r^{2}}{d \over dr}\left(r^{2}{d\Psi  \over dr}\right)={n_{0}e \over \varepsilon \varepsilon _{0}}\left(e^{e\Psi (r)/k_{B}T}-e^{-e\Psi (r)/k_{B}T}\right)\;}
它也不能解析求解。如果場 φ 不是一個標量，泊松方程是正確的，例如在四維閔可夫斯基空間：
{\displaystyle \square \phi _{ik}=\rho (x,y,z,ct)\;.}
若ρ(x, y, z)是連續函數而若對於r→∞ （或者當一個點“移向”無窮遠），函數φ趨向0足夠快，泊松方程的一個解是函數ρ(x, y, z)的牛頓勢：
{\displaystyle \phi _{M}=-{1 \over 4\pi }\int {\rho (x,y,z)\,dv \over r}\;}
其中r為具有體積dv的元和點M的距離。
積分跑遍整個空間。泊松積分可用於求解拉普拉斯方程的狄利克雷（Dirichlet）問題的格林函數，如果圓是所求區域：
{\displaystyle \phi (\xi ,\eta )={1 \over 4\pi }\int _{0}^{2\pi }{R^{2}-\rho ^{2} \over R^{2}+\rho ^{2}-2R\rho \cos(\psi -\chi )}\phi (\chi )\,d\chi \;}
其中
{\displaystyle \xi =\rho \cos \psi ,\;}
{\displaystyle \quad \eta =\rho \sin \psi .\;}
φ(χ)在圓圈上給定，定義了拉普拉斯方程要求的函數φ的邊界條件。
同樣，我們可以定義空間拉普拉斯方程∇2 φ = 0的迪力克雷問題的格林函數，如果求解的區域是半徑為R的球。這次，格林函數為：
{\displaystyle G(x,y,z;\xi ,\eta ,\zeta )={1 \over r}-{R \over r_{1}\rho }\;,}
其中
{\displaystyle \rho ={\sqrt {\xi ^{2}+\eta ^{2}+\zeta ^{2}}}}
是點(ξ, η, ζ)到球心的距離；r是點(x, y, z)和(ξ, η, ζ)的距離；r1是點(x, y, z)和點(Rξ/ρ,  Rη/ρ, Rζ/ρ)的距離，對於點(ξ, η, ζ)對稱。
泊松積分現在形為：
{\displaystyle \phi (\xi ,\eta ,\zeta )={1 \over 4\pi }\int \!\!\!\int _{S}{R^{2}-\rho ^{2} \over Rr^{3}}\phi \,ds\;.}
泊鬆在該主題上的最重要的兩個備忘錄是《關於類球體的引力》（Sur l'attraction des sphéroides） (Connaiss. ft. temps, 1829年)和《關於均勻橢球體的引力》（Sur l'attraction d'un ellipsoide homogène） (Mim. ft. l'acad., 1835年)。當結束我們從他的物理備忘錄的節選時，我們來提一下他的波動理論備忘錄(Mém. ft. l'acad., 1825年)。

### 純數學
在純數學方面，他最著名的工作是他在定積分上的一系列備忘錄，和他關於傅立葉級數的討論，它為狄利克雷和黎曼在同一主題上的經典研究鋪平了道路；這些可以在理工學院從1813年到1823年的《期刊》中找到。他也研究了傅立葉積分。此外，我們也可以提一下他關於變分法的文章（Mem. de l'acad., 1833年），以及他在觀測平均值的概率方面的備忘錄（Connaiss . d. temps, 1827年, &c）。 概率論中的泊松分佈以他命名。
在他的《力學專論》（Traité de mécanique） (2 vols. 8vo, 1811年及1833年)中，他採用拉普拉斯和拉格朗日的風格寫作，是一部標準的著作，他展示了很多新的技巧，例如衝量坐標的顯式使用：
{\displaystyle p_{i}={\partial T \over {\partial {\dot {q}}_{i}}}\;}
它影響了哈密爾頓和雅可比的工作。
在他的備忘錄之外，帕松發表了一些論述，多數準備用來撰寫一部數學物理的重要作品，但是他未能在生前完成。值得一提的有：
- 《毛細運動新論》（Théorie nouvelle de l'action capillaire，4卷，1831年）
- 《熱量的數學理論》（Théorie mathématique de la chaleur''，4卷，1835年）
- 上書的增補（4卷，1837年）
- 《刑事和民事審判中的概率學研究》（Recherches sur la probabilité des jugements en matières criminelles et matiere civile，4卷，1837年）

全都發表於巴黎。
1815年泊松進行了複平面的路徑積分。 1831年，他獨立於克洛德-路易·納維耶導出了納維－斯托克斯方程。

## 参看
- 泊松过程
- 泊松方程
- 屏蔽泊松方程
- 泊松核
- 泊松分布
- 泊松回归
- 泊松求和公式
- 泊松光斑
- 泊松比例
- 泊松 (火山口) (以泊松命名)

### 引用
1. ↑  Lorraine Daston. . Princeton University Press. 1995: 381. ISBN 9780691006444. Poisson's understanding of causes, both natural and moral, was totally agnostic.